# Jaujac
Jaujac é uma comuna francesa na região administrativa de Auvérnia-Ródano-Alpes, no departamento de Ardèche. Estende-se por uma área de 24,27 km². Em 2010 a comuna tinha 1 276 habitantes (densidade: 52,6 hab./km²).